# Ernst Klingelhöfer
Ernst Klingelhöfer (* 27. Oktober 1929 in Watzenborn-Steinberg) war Landrat des Landkreises Gießen.

## Ausbildung und Beruf
Ernst Klingelhöfer studierte Wirtschafts- und Sozialwissenschaft in Nürnberg und Rechtswissenschaft an der Universität Mainz. 1950 legte er das erste juristische Staatsexamen in Marburg ab. In der Folge arbeitete er zunächst für die Nordseewerke in Emden. 1960 bestand er das zweite juristische Staatsexamen. Anschließend arbeitete er als Gerichtsassessor an verschiedenen Amtsgerichten in Hessen. 1964 wurde er Amtsgerichtsrat und Leiter Amtsgerichts Ortenberg, 1968 an das Amtsgericht Friedberg, 1969 an das Amtsgericht Gießen versetzt. Ab 1972 wirkte er als Vorsitzender des Jugendschöffengerichts.

## Politik
Ernst Klingelhöfer gehört der FWG an. 1968 bis 1972 war er Stadtverordneter in Pohlheim, 1972 bis 1976 Abgeordneter des Kreistages des Landkreises Gießen. Im Zuge der Gebietsreform in Hessen wurde der Landkreis Gießen zum 1. Januar 1977 zunächst aufgelöst und in den neu geschaffenen Lahn-Dill-Kreis integriert. Dessen Kreistag wählte ihn zum hauptamtlichen Ersten Kreisbeigeordneten. Nach der „Reform der Gebietsreform“ im Bereich des Lahn-Dillkreises und der Stadt Lahn 1979 wurde er zunächst Staatsbeauftragter Landrat für den wieder geschaffenen Landkreis Gießen und am 17. Dezember 1979 auch zu dessen Landrat gewählt. Das Amt hatte er bis 1986 inne. 1989 bis 1993 war er erneut Kreistagsabgeordneter.